# 1980年の日本シリーズ
1980年の日本シリーズ（1980ねんのにっぽんシリーズ、1980ねんのにほんシリーズ）は、1980年10月25日から11月2日まで行われたセ・リーグ優勝チームの広島東洋カープとパ・リーグ優勝チームの近鉄バファローズによる第31回プロ野球日本選手権シリーズである。

## 概要
古葉竹識監督率いる広島東洋カープと西本幸雄監督率いる近鉄バファローズの2年連続の対決となった1980年の日本シリーズは、広島が4勝3敗で勝利し、2年連続2度目の日本一。前年の雪辱に燃える近鉄は、前年同様連勝でスタートしたが、地元で連敗。しかし、第5戦にエース鈴木啓示の力投で先に王手をかけ、悲願の初制覇目前と思われたが、広島の底力に屈した。広島は前年も活躍した山根和夫を中心投手として据え、第4戦は完封、第7戦でも味方の逆転を呼んで2勝。シリーズ男と言われた。MVPは打率.400、3本塁打、6打点のジム・ライトルが選ばれた。
なお、前年と同様、日生球場の収容能力不足、藤井寺球場のナイター施設不備が理由で、近鉄主催試合は大阪球場で開かれた。これが大阪球場における最後の日本シリーズの開催となった。
セ・リーグにおいては、この年を最後に同一球団の日本シリーズ連覇は達成されていない（2023年現在）。
この他、仰木彬がコーチとしてベンチ入りしている。

## 試合結果
| 日付                                 | 試合   | ビジター球団（先攻） | スコア | ホーム球団（後攻） | 開催球場     |
| ------------------------------------ | ------ | -------------------- | ------ | ------------------ | ------------ |
| 10月25日（土）                       | 第1戦  | 近鉄バファローズ     | 6 - 4  | 広島東洋カープ     | 広島市民球場 |
| 10月26日（日）                       | 第2戦  | 近鉄バファローズ     | 9 - 2  | 広島東洋カープ     | 広島市民球場 |
| 10月27日（月）                       | 移動日 | 移動日               | 移動日 | 移動日             | 移動日       |
| 10月28日（火）                       | 第3戦  | 広島東洋カープ       | 4 - 3  | 近鉄バファローズ   | 大阪球場     |
| 10月29日（水）                       | 第4戦  | 広島東洋カープ       | 2 - 0  | 近鉄バファローズ   | 大阪球場     |
| 10月30日（木）                       | 第5戦  | 広島東洋カープ       | 2 - 6  | 近鉄バファローズ   | 大阪球場     |
| 10月31日（金）                       | 移動日 | 移動日               | 移動日 | 移動日             | 移動日       |
| 11月1日（土）                        | 第6戦  | 近鉄バファローズ     | 2 - 6  | 広島東洋カープ     | 広島市民球場 |
| 11月2日（日）                        | 第7戦  | 近鉄バファローズ     | 3 - 8  | 広島東洋カープ     | 広島市民球場 |
| 優勝：広島東洋カープ（2年連続2回目） |        |                      |        |                    |              |

### 第1戦
10月25日　広島　入場者29037人
|      | 1 | 2 | 3 | 4 | 5 | 6 | 7 | 8 | 9 | 10 | 11 | 12 | R | H  | E |
| ---- | - | - | - | - | - | - | - | - | - | -- | -- | -- | - | -- | - |
| 近鉄 | 0 | 0 | 0 | 0 | 3 | 0 | 0 | 0 | 1 | 0  | 0  | 2  | 6 | 13 | 1 |
| 広島 | 2 | 0 | 0 | 0 | 0 | 1 | 0 | 1 | 0 | 0  | 0  | 0  | 4 | 6  | 1 |

1. （延長12回）
2. 近：井本、柳田
3. 広：山根、大野、福士、江夏、安仁屋
4. 勝利：柳田（1勝）
5. 敗戦：江夏（1敗）
6. 本塁打
近：羽田1号2ラン（12回・江夏）
広：ライトル1号2ラン（1回・井本）、ライトル2号ソロ（6回・井本）
7. 審判
［球審］谷村
［塁審］斎田・山本文・藤本
［外審］岡田和・岡田哲
8. 試合時間：4時間36分

初回、ジム・ライトルの2ランで広島が先制するが、近鉄は4回、投手の井本隆の安打を口火に小川亨、佐々木恭介、羽田耕一の適時打で3点を挙げ逆転。広島は6回、ライトルの2本目の本塁打で同点に追いつき、8回には2死1、2塁から水谷実雄が勝ち越しのタイムリー二塁打。広島のマウンドには8回から江夏豊が登っており、勝負あったかに見えたが、近鉄は9回四球と安打で無死1、3塁とし、途中出場の吹石徳一の犠飛によって同点に追いつく。江夏は延長に入った後も続投し、シーズン中1度もなかった4イニング目となる11回も三者三振の力投を見せていたが、5イニング目となる12回、小川に二塁打を打たれ、2死を取ったものの羽田に2ランを浴び勝ち越しを許す。古葉監督はそれでもなお江夏に続投させたが、クリス・アーノルド、梨田昌孝に連打され、ついに力尽き降板。9回からリリーフし、ここまでパーフェクトに抑えていた柳田豊が12回裏も三者凡退にしとめ、近鉄が先勝した。近鉄は前年の日本シリーズでは広島市民球場で3戦3敗しており、これが同球場における日本シリーズ初勝利ともなった。
公式記録関係（日本野球機構ページ）

### 第2戦
10月26日　広島　入場者29668人
|      | 1 | 2 | 3 | 4 | 5 | 6 | 7 | 8 | 9 | R | H  | E |
| ---- | - | - | - | - | - | - | - | - | - | - | -- | - |
| 近鉄 | 0 | 0 | 0 | 0 | 3 | 5 | 0 | 1 | 0 | 9 | 14 | 1 |
| 広島 | 0 | 0 | 1 | 1 | 0 | 0 | 0 | 0 | 0 | 2 | 6  | 0 |

1. 近：鈴木
2. 広：池谷、渡辺秀、大野、北別府
3. 勝利：鈴木（1勝）
4. 敗戦：池谷（1敗）
5. 本塁打
近：吹石1号3ラン（5回・池谷）、マニエル1号3ラン（6回・池谷）
6. 審判
［球審］岡田哲
［塁審］岡田和・斎田・山本文
［外審］前川・松橋
7. 試合時間：3時間10分

3回に池谷公二郎の適時二塁打、4回にマイク・デュプリーの適時打で第1戦に続き広島が2点を先制したが、近鉄は5回、2死から吹石が逆転3ラン。6回にも平野、小川に連打を許した後チャーリー・マニエルが3ランを放ち、リードを広げた。続く栗橋茂に四球を与えたところで池谷はKO。渡辺秀武に交代したが、1死後羽田、石渡茂、吹石の3連打で2点を追加し勝負あり。近鉄の先発・鈴木啓示は3回、4回以外は全く危なげなく完投勝利。昨年に続いて近鉄が最初の2戦を連勝した。
公式記録関係（日本野球機構ページ）

### 第3戦
10月28日　大阪　入場者17371人
|      | 1 | 2 | 3 | 4 | 5 | 6 | 7 | 8 | 9 | R | H | E |
| ---- | - | - | - | - | - | - | - | - | - | - | - | - |
| 広島 | 0 | 0 | 0 | 0 | 1 | 2 | 0 | 0 | 1 | 4 | 6 | 0 |
| 近鉄 | 0 | 0 | 2 | 0 | 0 | 0 | 0 | 1 | 0 | 3 | 7 | 2 |

1. 広：福士、江夏
2. 近：村田、柳田、井本
3. 勝利：江夏（1勝1敗）
4. 敗戦：井本（1敗）
5. 本塁打
広：水谷1号ソロ（5回・村田）、山本浩1号2ラン（6回・柳田）
6. 審判
［球審］松橋
［塁審］前川・岡田和・斎田
［外審］谷村・藤本
7. 試合時間：3時間23分

大阪球場に舞台を移しての第3戦。近鉄が1死満塁から小川の2点適時打で先制するが、広島は5回水谷、6回山本浩二と本塁打攻勢で逆転。近鉄は8回、広島の先発・福士敬章を攻め、無死2、3塁とするが、代わった江夏に対しマニエルの遊ゴロの間の1点にとどまり同点止まり。9回、広島はデュプリーが遊撃手吹石のエラーで出塁した後、水沼四郎が右中間へ二塁打、中継に入ったアーノルドの本塁への返球が乱れ、1塁からデュプリーが生還し勝ち越し。その裏を江夏が抑え、広島が1勝。
公式記録関係（日本野球機構ページ）

### 第4戦
10月29日　大阪　入場者21254人
|      | 1 | 2 | 3 | 4 | 5 | 6 | 7 | 8 | 9 | R | H | E |
| ---- | - | - | - | - | - | - | - | - | - | - | - | - |
| 広島 | 2 | 0 | 0 | 0 | 0 | 0 | 0 | 0 | 0 | 2 | 3 | 0 |
| 近鉄 | 0 | 0 | 0 | 0 | 0 | 0 | 0 | 0 | 0 | 0 | 2 | 1 |

1. 広：山根
2. 近：井本
3. 勝利：山根（1勝）
4. 敗戦：井本（2敗）
5. 本塁打
広：ライトル3号2ラン（1回・井本）
6. 審判
［球審］藤本
［塁審］谷村・前川・岡田和
［外審］岡田哲・山本文
7. 試合時間：2時間45分

前日9回に登板し負け投手となった近鉄井本が連投で先発したが、初回にライトルに2ランを浴びる。井本はその後は0点に抑え味方の反撃を待ったが、近鉄打線は広島先発の山根和夫に散発2安打、8三振に抑えられ完封負け、ホームで連敗し2勝2敗のタイに持ち込まれた。
公式記録関係（日本野球機構ページ）

### 第5戦
10月30日　大阪　入場者22287人
|      | 1 | 2 | 3 | 4 | 5 | 6 | 7 | 8 | 9 | R | H | E |
| ---- | - | - | - | - | - | - | - | - | - | - | - | - |
| 広島 | 0 | 1 | 1 | 0 | 0 | 0 | 0 | 0 | 0 | 2 | 4 | 1 |
| 近鉄 | 1 | 3 | 0 | 0 | 0 | 0 | 2 | 0 | X | 6 | 9 | 1 |

1. 広：池谷、大野、渡辺秀、北別府
2. 近：鈴木
3. 勝利：鈴木（2勝）
4. 敗戦：池谷（2敗）
5. 本塁打
広：水谷2号ソロ（2回・鈴木）
6. 審判
［球審］山本文
［塁審］岡田哲・谷村・前川
［外審］松橋・斎田
7. 試合時間：3時間21分

小川が1回、2回と連続適時二塁打で計3点。さらに佐々木も適時打を放ち、7回にも佐々木、有田修三の適時打で6-2と突き放した。近鉄先発の鈴木は4回、ライトルの打球が左太ももを直撃したが、気力を振り絞ってこのあとわずか1安打に抑え、2試合連続完投勝利。昨年と逆に、近鉄が先に日本一に王手をかけた。
公式記録関係（日本野球機構ページ）

### 第6戦
11月1日　広島　入場者29297人
|      | 1 | 2 | 3 | 4 | 5 | 6 | 7 | 8 | 9 | R | H  | E |
| ---- | - | - | - | - | - | - | - | - | - | - | -- | - |
| 近鉄 | 0 | 0 | 0 | 0 | 0 | 0 | 0 | 0 | 2 | 2 | 8  | 0 |
| 広島 | 4 | 1 | 0 | 0 | 1 | 0 | 0 | 0 | X | 6 | 10 | 0 |

1. 近：村田、久保、太田、橘
2. 広：福士
3. 勝利：福士（1勝）
4. 敗戦：村田（1敗）
5. 本塁打
近：栗橋1号ソロ（9回・福士）
広：水谷3号満塁（1回・村田）、山本浩2号ソロ（5回・太田）
6. 審判
［球審］斎田
［塁審］松橋・岡田哲・谷村
［外審］藤本・岡田和
7. 試合時間：3時間1分

後のない広島は初回、1死満塁から水谷がグランドスラムを放ち、近鉄先発の村田を1回でKO。5回には山本浩のソロでさらにリードを広げた。近鉄はようやく9回に広島先発の福士を捕らえ、1死から代打・栗橋の本塁打、2死後代打アーノルドの適時打で2点を返すも反撃はここまで。3勝3敗のタイとなり、2年連続で最終戦にもつれ込むこととなった。
公式記録関係（日本野球機構ページ）

### 第7戦
11月2日　広島　入場者29952人
|      | 1 | 2 | 3 | 4 | 5 | 6 | 7 | 8 | 9 | R | H  | E |
| ---- | - | - | - | - | - | - | - | - | - | - | -- | - |
| 近鉄 | 0 | 0 | 0 | 0 | 0 | 3 | 0 | 0 | 0 | 3 | 8  | 1 |
| 広島 | 0 | 0 | 1 | 0 | 1 | 2 | 2 | 2 | X | 8 | 14 | 3 |

1. 近：井本、鈴木、柳田、村田
2. 広：山根、江夏
3. 勝利：山根（2勝）
4. セーブ：江夏（1勝1敗1S）
5. 敗戦：鈴木（2勝1敗）
6. 本塁打
広：衣笠1号2ラン（7回・柳田）
7. 審判
［球審］岡田和
［塁審］藤本・松橋・岡田哲
［外審］山本文・前川
8. 試合時間：3時間36分

広島が3回にライトル、5回に山本浩の適時打で2点をリードするが、近鉄は6回表に小川、石渡の適時打で3点を挙げ逆転。しかし広島はその裏、この回から登板の鈴木を攻め、代打三村と木下の適時打で2点を挙げ再逆転。広島は続く7回に衣笠が2ラン、8回にも二塁手アーノルドの野選とデュプリーの2塁打で2点を追加し、勝負を決めた。7回から登板の江夏は危なげない投球で、前年は苦しんだ9回も走者こそ許したものの最後は代打の石山一秀を三塁への併殺打に仕留め、広島が2年連続の日本一を決めた。なお、1・2戦をホームで連敗しながら逆転で日本一になったのは、史上初である（のちに2000年の巨人、2011年のソフトバンク、2024年のDeNAが記録）。
この第7戦で球審を務めた岡田功（当時の登録名は岡田和也）は、1964年でも球審を務めており、1953年と1955年の二出川延明（パ・リーグ）に続き、セ・リーグの審判として初めて日本シリーズ第7戦の球審を2度務めた。
なお、敗退した近鉄はその翌週、未消化となっていた前期の残り3試合をロッテ、南海、阪急相手に行っている。
公式記録関係（日本野球機構ページ）

## 表彰選手
- 最高殊勲選手賞：ジム・ライトル （広）

※なお、本来MVP受賞者にはトヨタ自動車協賛の乗用車が贈呈されるが、カープの資本関係上マツダ協賛のものが贈呈された。
- 敢闘賞：小川亨 （近）
- 優秀選手賞：木下富雄 （広）、山根和夫 （広）、平野光泰 （近）

## テレビ・ラジオ中継

### テレビ中継
- 第1戦:10月25日
  - 中国放送≪JNN系列≫　実況：上野隆紘　解説：長谷川良平　ゲスト解説：野村克也（西武、このシリーズ後の11月15日に引退を表明）
- 第2戦:10月26日
  - 広島テレビ≪NNN系列≫　実況：脇田義信　解説：広岡達朗、村山実　ゲスト解説：山田久志（阪急）
- 第3戦:10月28日
  - 朝日放送≪ANN系列≫　実況：太田元治　解説：小山正明　ゲスト解説：山内一弘（ロッテ監督、パ・リーグ前期優勝）
- 第4戦:10月29日
  - 朝日放送≪ANN系列≫　実況：植草貞夫　解説：花井悠　ゲスト解説：山内一弘
  - NHK総合　解説：藤田元司、上田利治
- 第5戦:10月30日
  - 朝日放送≪ANN系列≫　実況：太田元治　解説：皆川睦雄　ゲスト解説：山内一弘
- 第6戦:11月1日
  - テレビ新広島≪FNN系列≫　実況：盛山毅（CX）　解説：森永勝也　ゲスト解説：山内一弘、松岡弘（ヤクルト）
- 第7戦:11月2日
  - 広島ホームテレビ≪ANN系列≫　実況：太田真一（ANB）　解説：秋山登　ゲスト解説：張本勲（ロッテ、この年3000本安打達成）、木田勇（日本ハム、この年のパ・リーグMVP・新人王）

### ラジオ中継
- 第1戦:10月25日
  - NHKラジオ第1　解説：加藤進、川上哲治
  - TBSラジオ（JRN・中国放送制作）　解説：金山次郎　ゲスト解説：張本勲
  - 文化放送・ラジオ大阪　解説：豊田泰光、別所毅彦
  - ニッポン放送（NRN）　実況：深澤弘　解説：土橋正幸、近藤和彦
  - ラジオ関東（現・ラジオ日本）　解説：黒江透修、宮田征典
- 第2戦:10月26日
  - NHKラジオ第1　解説：鶴岡一人、上田利治
  - TBSラジオ（JRN・中国放送制作）　解説：長谷川良平　ゲスト解説：野村克也
  - 文化放送（NRN）　解説：金山次郎、別所毅彦
  - ニッポン放送・ラジオ大阪　実況：胡口和雄　解説：金田正一　ゲスト解説：若松勉（ヤクルト）
  - ラジオ関西ほか　解説：堀本律雄
- 第3戦:10月28日
  - NHKラジオ第1　解説：藤田元司、上田利治
  - TBSラジオ（JRN・毎日放送制作）　解説：米田哲也　ゲスト解説：山田久志
  - 文化放送・ラジオ大阪　解説：豊田泰光、辻佳紀
  - ニッポン放送（NRN・朝日放送制作）　解説：皆川睦雄　ゲスト解説：福本豊（阪急）
  - ラジオ関東　解説：国松彰、笠原和夫
- 第4戦:10月29日
  - NHKラジオ第1　解説：鶴岡一人、川上哲治
  - TBSラジオ（JRN・毎日放送制作）　解説：杉浦忠　ゲスト解説：山田久志
  - 文化放送（NRN・朝日放送制作）　解説：小山正明　ゲスト解説：福本豊
  - ニッポン放送　実況：枇杷阪明　解説：金田正一
  - ラジオ大阪　解説：豊田泰光、辻佳紀
  - ラジオ関東　解説：国松彰、黒江透修
- 第5戦:10月30日
  - NHKラジオ第1　解説：藤田元司、上田利治
  - TBSラジオ（JRN・毎日放送制作）　解説：米田哲也　ゲスト解説：山田久志
  - 文化放送・ラジオ大阪　解説：別所毅彦、辻佳紀
  - ニッポン放送（NRN・朝日放送製作) 解説：皆川睦雄　ゲスト解説：福本豊
  - ラジオ関東　解説：笠原和夫、黒江透修
- 第6戦:11月1日
  - NHKラジオ第1　解説：加藤進、川上哲治
  - TBSラジオ（JRN・中国放送制作）　解説：金山次郎　ゲスト解説：野村克也
  - 文化放送（NRN・中国放送制作裏送り）　解説：長谷川良平、豊田泰光
  - ニッポン放送・ラジオ大阪　実況：宮田統樹　解説：関根潤三　ゲスト解説：山田久志、若松勉
  - ラジオ関西ほか　解説：有本義明
- 第7戦:11月2日
  - NHKラジオ第1　解説：加藤進、鶴岡一人
  - TBSラジオ（JRN）　解説：長谷川良平　ゲスト解説：野村克也
  - 毎日放送ほか（NRN・中国放送制作裏送り）　解説：金山次郎
  - 文化放送・ラジオ大阪　解説：別所毅彦、豊田泰光
  - ニッポン放送　実況：深澤弘　解説：金田正一
  - ラジオ関西ほか　解説：有本義明